# Veliki graditelj svih svjetova
Veliki graditelj svih svjetova, poznat i kao Veliki arhitekt svemira, predstavlja koncept Boga o kojem raspravljaju brojni kršćanski teolozi i apologeti. Ovaj pojam posebno je značajan u slobodnom zidarstvu, gdje se koristi kao neutralan izraz za božanstvo, omogućujući svakom članu da ga interpretira u skladu sa svojom osobnom vjerom, bez obzira na oblik ili ime pod kojim ga pojedinačno štuje. Ovakav pristup odražava univerzalnost i otvorenost slobodnog zidarstva prema raznolikim religijskim i filozofskim uvjerenjima.

## Slobodno zidarstvo
Slobodnozidarski povjesničari, poput Williama Bisseya, Garyja Leazera i S. Brenta Morrisa, ističu da masonska kratica V.G.S.S., koja označava Velikog graditelja svih svjetova, predstavlja dio duge tradicije korištenja alegorijskih naziva za Božanstvo. Prema njihovim istraživanjima, naziv i kratica ušli su u masonsku tradiciju kroz Konstituciju koju je 1723. godine sastavio velečasni James Anderson. Anderson, kalvinistički svećenik, vjerojatno je posudio ovaj izraz iz Calvinove teološke terminologije. Povjesničari također naglašavaju kako ovaj alegorijski pristup omogućava univerzalnost u tumačenju božanstva unutar slobodnozidarskih redova, zadržavajući pritom korijene u kršćanskoj tradiciji.
Christopher Haffner u svojoj knjizi Workman Unashamed pruža vlastito tumačenje masonskog koncepta Velikog graditelja svih svjetova. Prema njegovom objašnjenju, ovaj pojam djeluje kao simbolički okvir, odnosno "rezervirano mjesto", koje svakom pojedinom slobodnom zidaru omogućuje da ga ispuni vlastitim poimanjem Vrhovnog Bića:
Švedski obred, koji zahtijeva da njegovi članovi budu ispovjednici kršćanske vjere, koristi izraz "Trostruki Veliki graditelj svih svjetova". Ovaj naziv odražava specifičnu teološku orijentaciju Švedskog obreda, naglašavajući kršćansko poimanje Božanstva kroz tri božanske manifestacije – Oca, Sina i Duha Svetoga. 
Nekadašnji veliki majstor Velike lože Hrvatske Dragan Kukavica pojašnjava da Veliki graditelj svih svjetova nije stvoritelj, nego organizator. Prema njemu, očita je formula koja Velikog graditelja svih svjetova isključuje kao Boga stvoritelja, jer masonski graditelj ne stvara ni iz čega, nego samo gradi na već stvorenome.

## Druge duhovne filozofije

### Gnosticizam
Koncept Velikog graditelja svih svjetova prisutan je i u gnosticizmu, gdje se Demiurg identificira kao Veliki graditelj svih svjetova, odnosno Bog Starog zavjeta. U gnostičkom svjetonazoru, Demijurg stoji u suprotnosti s Kristom i Sofijom, koji su glasnici Gnoze i Pravog Boga. Primjerice, gnostici poput Nasorejaca vjeruju u Pira Rabbu kao izvor, podrijetlo i spremnik svega što postoji. Pira Rabba ispunjen je Mânâ Rabbâ, Velikim Duhom, iz kojeg proizlazi Prvi Život. Prvi Život moli za društvo i potomstvo, što rezultira nastankom Drugog Života, poznatog kao Ultra Mkayyema ili Æon, koji se identificira kao stvaratelj svijeta, odnosno Arhitekt Svemira. Od ovog Arhitekta Svemira potječe niz æona, duhovnih entiteta koji zajednički grade svemir. Njih predvodi Mandâ d'Hayye, što znači gnôsis zoês ili Personificirano znanje o životu, čime se naglašava središnja uloga Gnoze u razumijevanju kozmičkog poretka i pravog božanskog izvora.

### Hermetizam
Veliki graditelj svih svjetova također se može shvatiti kao metafora koja aludira na božanski potencijal svakog pojedinca. Ovaj pojam može simbolizirati univerzalnu silu ili unutarnju božansku iskru koja postoji u svakom čovjeku. Kako je opisano:

### Rozenkrojcerstvo
Prema izlaganju Maxa Heindela, Veliki graditelj svih svjetova predstavlja Vrhovno Biće koje se pojavljuje iz Apsoluta u zoru manifestacije. Heindelov ezoterični pogled naglašava da je Veliki graditelj svih svjetova kreativna inteligencija koja upravlja kozmičkim redom i evolucijom. Ovaj koncept odražava ideju da je Apsolut beskrajni, neizraženi izvor iz kojeg proizlazi sve što postoji, dok Veliki graditelj svih svjetova preuzima aktivnu ulogu u oblikovanju i održavanju univerzuma. Na taj način, Veliki graditelj nije samo simbol stvaranja već i načelo koje prožima sve razine postojanja, vodeći razvoj prema duhovnom usavršavanju i konačnom povratku Apsolutu.

### Kršćanstvo
Koncept Boga kao Velikog graditelja svih svjetova često se koristio unutar kršćanstva. Ilustracija Boga kao graditelja svih svjetova može se pronaći u jednoj srednjovjekovnoj Bibliji, a usporedba Boga s graditeljem često je korištena od strane kršćanskih apologeta i učitelja.
Toma Akvinski u svojoj Sumi piše: "“Bog, koji je prvi princip svih stvari, može biti upoređen sa stvorenim na isti način na koji je arhitekt suobličen sa stvarima koje je sagradio (ut artifex ad artificiata)." Komentatori ističu da tvrdnja kako je Veliki Arhitekt Svemira zapravo kršćanski Bog nije očigledna samo na temelju prirodne teologije, već zahtijeva dodatni "skok vjere" zasnovan na biblijskom otkrivenju. Ipak, Bog kod Akvinskog nije neutralan pojam – On je shvaćen kao Najviše Dobro i ima specifičan oblik, budući da je antropomorfan u osobi Isusa Krista.
Jean Calvin u svom djelu Institucije kršćanske religije (1536.) više puta naziva kršćanskog Boga "Graditeljem svih svjetova", dok njegova djela opisuje kao "graditeljstvo svih svjetova". U svom komentaru na Psalam 19 Calvin se također referira na kršćanskog Boga kao "Velikog graditelja" ili "Graditelja svih svjetova".
Koncept Velikog graditelja svih svjetova prisutan je i u martinističkoj tradiciji. Martinisti smatraju da je moguće "zazvati" Velikog graditelja, ali ne i obožavati ga. Dok se štovanje tradicionalno rezervira samo za Boga, zazivanje može biti usmjereno i prema anđelima ili demonima.

### Hinduizam
U hinduističkoj mitologiji, Gospod Višvakarma smatran je "Bogom arhitekture". On je vrhovni bog obrtništva i savršenog inženjeringa. Višvakarma, što na sanskrtu znači "sve-stvarajući", prema Rigvedi predstavlja božanstvo kreativne sile koja održava svemir. Smatra se izvornim stvoriteljem, arhitektom i božanskim inženjerom svemira od vremena prije postojanja. U povijesnoj vedskoj religiji, on je korijenski koncept iz kojeg su kasnije proizašli likovi Brahmana i Puruše u Upanišadama.
Hinduistički spisi opisuju mnoga Višvakarmina arhitektonska dostignuća. Tijekom četiri juge (doba u hinduističkoj mitologiji), Višvakarma je izgradio brojne gradove i palače za bogove. Među njima su, kronološkim redom, Svarga (Nebo) u Satya jugi, Lanka u Treta jugi i Dvaraka, Krišnina prijestolnica, u Dvapara jugi.